# 고헤이 (방호순양함)
고헤이(廣丙)는 청나라 해군의 방호순양함으로 광을급 2번함이다. 청일 전쟁 때 항복하면서 일본 제국 해군에 편입된 신예함으로서 기대를 하고 있었지만, 1년도 채 되지 않아서 좌초되어 침몰했다.

## 개요
1891년 4월 11일 청나라의 푸저우 선정국 마미 조선소에서 진수되었다.
1892년 광병(꽝핑, Kwang-Ping)으로 준공, 광동 수사에 소속된다.
1894년 청일 전쟁이 발발하기 개전 직전에 북양 함대에 편입되었다. 9월 17일 황해 해전에 참가 해전 후 뤼순으로 회항한다. 뤼순이 함락된 후 웨이하이웨이로 이동했다.
1895년 2월 17일 웨이하이웨이에서 일본군에 항복했다. 같은 해 3월 16일 전리함으로 일본 제국 해군의 함적에 들어간다. 12월 21일 대만 방면에서 임무 중 펑후 섬 남쪽 해안에서 좌초되어 침몰했다.
1896년 2월 18일 제적되었다.

## 함장

### 청나라 제국 해군
- 林承謨 : 1891년 4월 26일 - 1892년 가을
- 程璧光 : 1892년 가을 - 1895년 2월 17일

### 일본 제국 해군
- 후지타 코오에몬 소좌 : 1895년 8월 23일 -

## 참고 문헌
- 잡지 《마루》 편집부 《사진 일본 군함》 제5권 ”중순양함 I“ (광인사, 1989년) ISBN 4-7698-0455-5
- 후쿠이 시즈오 《후쿠이 시즈오 전집》 제4권 “일본 순양함 이야기” 신장판 (광인사, 2008년) ISBN 978-4-7698-1394-1
- 후쿠이 시즈오 《후쿠이 시즈오 전집》 제8권 “세계 순양함 이야기” (광인사 1994년) ISBN 4-7698-0656-6
- 해군역사보존회 《일본 해군의 역사》 제7권, 제10권, 第一法規出版 1995년.
- 陳悦 《청말 해군 함선지》 (산동화보 2012년) ISBN 9787547405345